# Sus strozzi

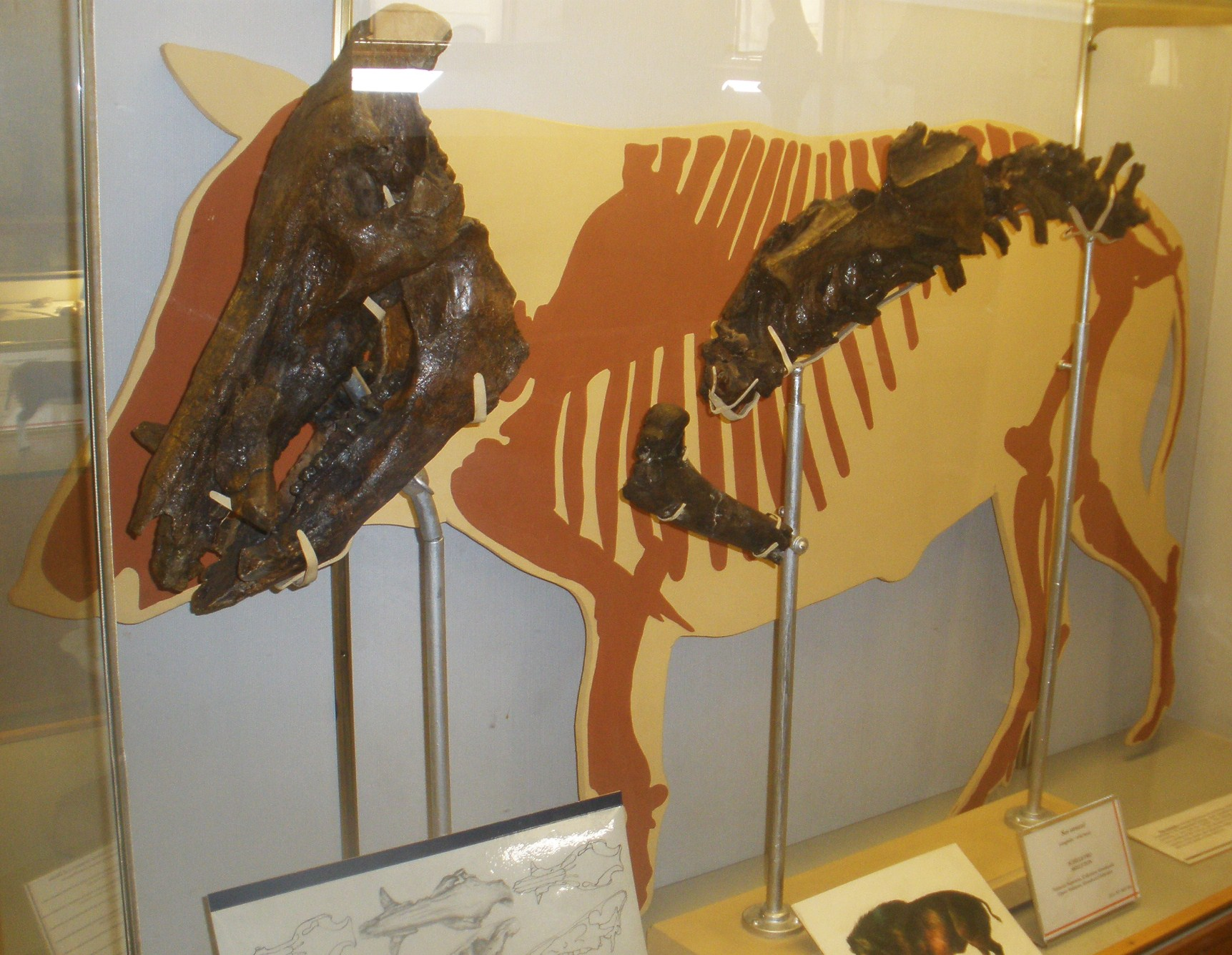
Esqueleto

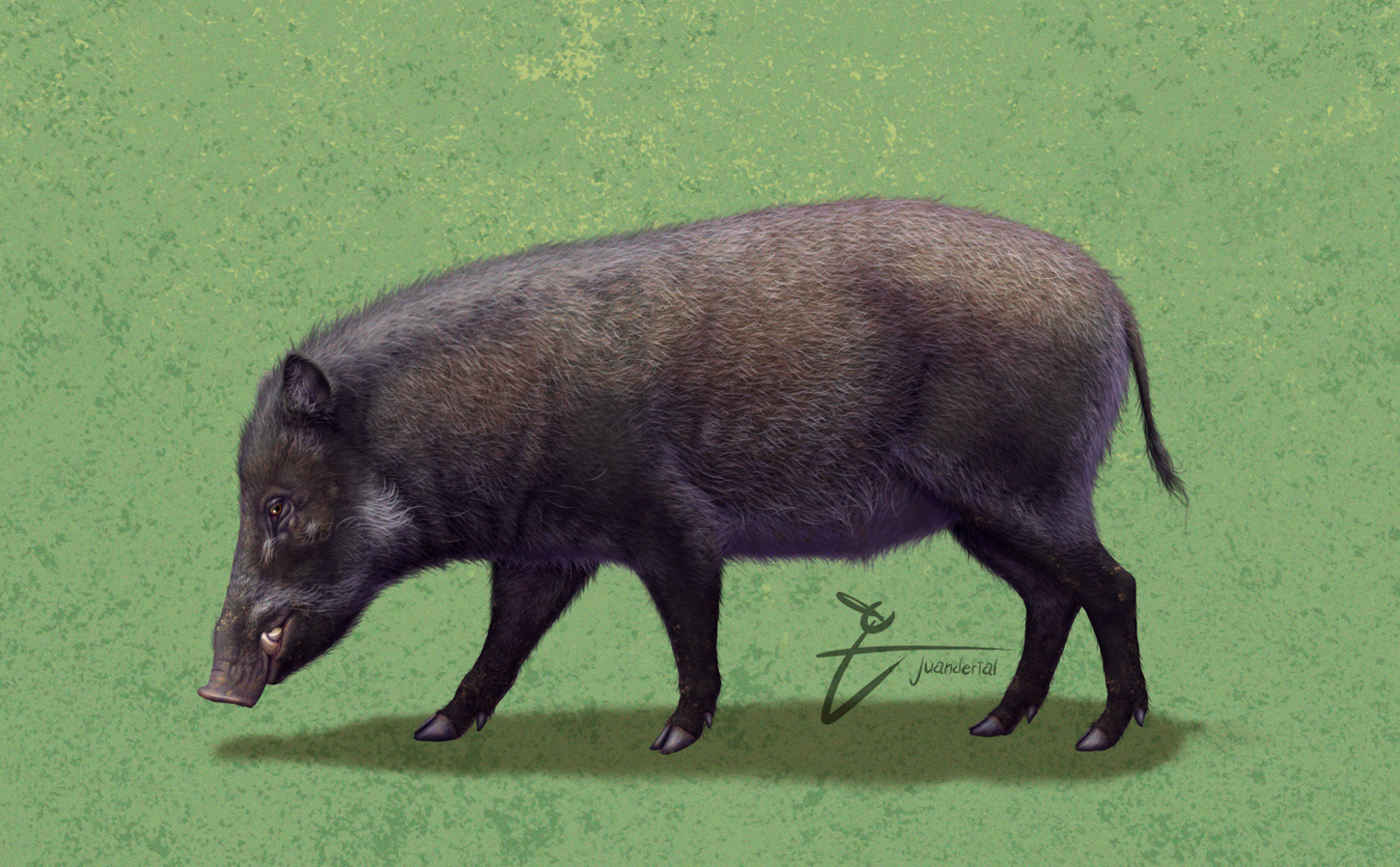
Reconstrucción en vida

Sus strozzi es una especie extinta de jabalí que vivió en la región mediterránea de Europa. Era más primitivo que el actual jabalí, y fue eventualmente desplazado por este último cuando ingresó a Europa durante el comienzo del Pleistoceno, hace 1 millón de años.